# Maria Höfl-Riesch
Maria Höfl-Riesch, född Riesch 24 november 1984 i Garmisch-Partenkirchen i Västtyskland, är en tysk alpin skidåkare.
Vid fem Juniorvärldsmästerskapen i alpin skidsport mellan 2001 och 2004 vann Riesch 5 guldmedaljer, 2 silvermedaljer och 2 bronsmedaljer.
Riesch slutade trea världscupen 2004 med tre världscupvinster. De följande åren var hon ofta skadad och missade flera tävlingar. Säsongen 2007/2008 var hon tillbaka i toppen och vann kombinations- och super G-cupen. 2009 och 2010 vann hon slalomcupen. Säsongen 2010/2011 vann hon den totala världscupen med tre poäng före tvåan Lindsey Vonn, efter bland annat sex segrar under den säsongen. Höfl-Riesch är en allroundåkare som sammantaget har minst tre världscupsegrar i alla discipliner utom storslalom, där hon är helt utan. Totalt har Riesch 27 världscupsegrar i karriären.
I OS 2010 blev hon guldmedaljör i superkombinationen. Hon låg tvåa efter störtloppet men då ledaren Lindsey Vonn körde ur vann hon sitt första olympiska guld.
I Tyskland hedrades Riesch med utmärkelsen Silbernes Lorbeerblatt och hon blev 2010 samt 2014 årets idrottare. Hon gifte sig 2011 med managern Marcus Höfl.
Hon är äldre syster till Susanne Riesch, som också är en tysk alpin skidåkare.

## Världscupsegrar (27)
| Datum            | Plats                  | Disciplin        |
| ---------------- | ---------------------- | ---------------- |
| 30 januari 2004  | Haus im Ennstal        | Störtlopp        |
| 1 februari 2004  | Haus im Ennstal        | Super-G          |
| 29 februari 2004 | Levi                   | Slalom           |
| 1 december 2006  | Lake Louise            | Störtlopp        |
| 21 januari 2008  | Cortina d'Ampezzo      | Super-G          |
| 24 februari 2008 | Whistler               | Kombination      |
| 14 december 2008 | La Molina              | Slalom           |
| 29 december 2008 | Semmering              | Slalom           |
| 4 januari 2009   | Zagreb                 | Slalom           |
| 11 januari 2009  | Maribor                | Slalom           |
| 20 februari 2009 | Tarvisio               | Superkombination |
| 14 november 2009 | Levi                   | Slalom           |
| 30 januari 2010  | Sankt Moritz           | Störtlopp        |
| 10 mars 2010     | Garmisch-Partenkirchen | Störtlopp        |
| 3 december 2010  | Lake Louise            | Störtlopp        |
| 4 december 2010  | Lake Louise            | Störtlopp        |
| 11 januari 2011  | Flachau                | Slalom           |
| 22 januari 2011  | Cortina d'Ampezzo      | Störtlopp        |
| 25 februari 2011 | Åre                    | Superkombination |
| 27 februari 2011 | Åre                    | Super-G          |
| 29 januari 2012  | Sankt Moritz           | Superkombination |
| 18 februari 2012 | Sotji                  | Störtlopp        |
| 10 mars 2012     | Åre                    | Slalom           |
| 10 november 2012 | Levi                   | Slalom           |
| 6 december 2013  | Lake Louise            | Störtlopp        |
| 7 december 2013  | Lake Louise            | Störtlopp        |
| 24 januari 2014  | Cortina d'Ampezzo      | Störtlopp        |